# Тест, Жан-Батист
Жан Батист Тест (20 октября 1780, Баньоль-сюр-Сез — 20 апреля 1852, Париж) — французский политик и адвокат. Младший брат дивизионного генерала Франсуа Теста.

## Биография
Получил юридическое образование в Лионе, затем практиковал как адвокат в Париже, затем переехал в Ниме; пользовался успехом и известностью. Во время Ста дней был назначен начальником полиции Лиона и избран депутатом, однако из-за административной должности не смог занять кресло. После Реставрации Бурбонов был вынужден бежать в Льеж, где занялся адвокатурой. Спустя двадцать два месяца ему было разрешено вернуться на родину, но с запретом практиковать в Париже, на что Тест не согласился и остался в Льеже, где также пользовался хорошей репутацией и консультировал нидерландского короля.
После Июльской революции 1830 года возвратился в Париж с разрешением заняться практикой, вскоре был назначен адвокатом области и казначеем. 5 июля 1831 года был избран депутатом от департамента Гар. Будучи избран от Либеральной партии, принимал, главным образом, участие в прениях, касавшихся торговли и общественных работ. Был переизбран 21 июня 1834 года, получил портфель министра торговли и благоустройства, а также общественных и религиозных дел, но через три дня занял место вице-президента палаты. Затем был переизбран 13 декабря 1834 года, в очередной раз — 2 марта 1839 года, заняв посты министра юстиции и религиозных дел. Был переизбран 22 июня 1839 года, 29 октября 1840 года принял портфель министра общественных работ и провел три важных закона: об экспроприации ради общественной пользы (1841), о железных дорогах (1842) и о патентах на изобретения (1843).
16 декабря 1843 года оставил министерство, вступил в палату пэров и позже занял место председателя кассационного суда. В мае 1847 года он оказался прикосновенным к делу об отдаче соляных копей в аренду за большую взятку, привлечен к суду и после выбитого признания осуждён к трехлетнему заключению и уплате большой суммы денег (должен был вернуть 94 тысячи франков и выплатить такой же штраф). По состоянию здоровья был выпущен из тюрьмы 13 августа 1849 года и остаток срока провёл в доме престарелых, откуда вышел в июле 1850 года и прожил после этого менее двух лет.